# Peter Pálffy

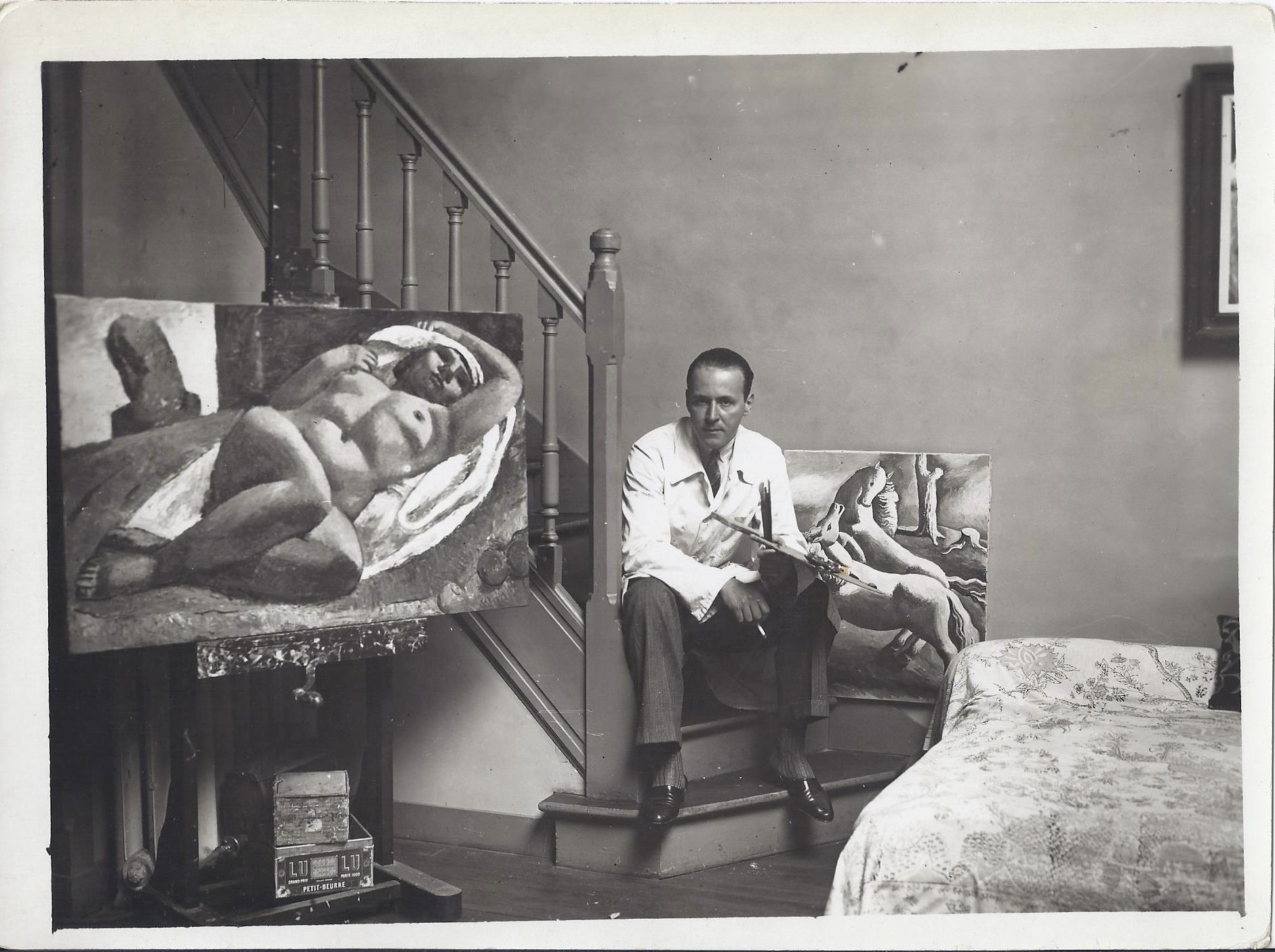
Peter Pálffy in seinem Atelier in Paris 1929.

 Peter Pálffy (* 10. September 1899 in Harmannsdorf bei Korneuburg; † 27. Oktober 1987 in Wien) war ein österreichischer Künstler, Maler und Grafiker.

## Leben
Graf Peter Pálffy wurde 1899 auf Schloss Seebarn bei Korneuburg, Niederösterreich, geboren, im Besitz seines Großvaters Hans Graf Wilczek. Als Abkömmling der bedeutenden ungarischen Aristokraten- und Magnatenfamilie Pálffy, Mutter Lucia und Vater Joseph.
Er verbrachte seine frühe Jugend im Herrenhaus in Smolenice, Slowakei, wo er auch Privatunterricht erhielt. 1913 besuchte er ein Gymnasium in Bratislava. 1916 musste er die Militärakademie in Wiener Neustadt besuchen. 1917 legte er als Militärakademiker an der Ludovica Akademie Budapest die Matura ab.
Im Sommer 1918 wurde er ausgemustert und trat als Leutnant im 5. Husarenregiment in Komorn seinen Dienst an. Peter Pálffy nahm an den letzten Kämpfen der österreichisch-ungarischen Monarchie teil. Nach dem Zusammenbruch der Monarchie ging er nach Smolenice zurück und machte auf Wunsch seines Vaters eine Ausbildung zur Verwaltung von landwirtschaftlichen Gütern auf einem Gutsbesitz nahe Galant, Ungarn. Als 1920 sein Vater starb, entschloss er sich, eine künstlerische Laufbahn einzuschlagen.

### Künstlerische Ausbildung
Peter Pálffy zeigte schon in seiner Kindheit und Jugend sein zeichnerisches Talent. Dieses wurde von seiner Familie und den Hauslehrern gefördert. Zahlreiche Freunde der Familie, mit unter Wissenschaftler, Dichter und Maler Hans Fuchs, Julius Payer, Franz Lehnbach und viele andere, hatten großen Einfluss auf seine künstlerische Entwicklung. Er ging 1921 nach München, wo er im April bei Prof. Angelo Jank an der Akademie der Bildenden Künste die Aufnahmeprüfung bestand. Er begann mit der Ölmalerei und arbeitete auf dem graphischen Gebiet. 1922 übersiedelte Peter Pálffy nach Berlin, dort besuchte er die Hochschule der bildenden Künste bei Prof. Erich Wolfsfeld bis 1923. In Berlin hatte er auch sein erstes eigenes Atelier. 1924 reiste er nach Italien, um sich die wichtigsten Kunststätten und Museen als Quelle seiner Inspiration anzusehen.

### Paris 1924–1933
Ende 1924 übersiedelte er nach Paris, wo er sich bis 1933 aufhielt. Von dort aus besuchte er auch viele Reiseziele auf der ganzen Welt. Paris war die wichtigste Etappe in seiner künstlerischen Entwicklung. Er freundete sich mit Francis Picabia an. Mit Louis Marcoussis verband ihn eine enge Freundschaft. Er lernte dort auch österreichische Künstlerpersönlichkeiten wie Adolf Loos und Georg Merkel kennen. Im Jahr 1928 hatte er seine erste Ausstellung in der Galerie Myrbor mit dem polnischen Bildhauer August Zamoyski. Die Besitzerin der Galerie Marie Cuttoli war eine Freundin von Pablo Picasso.

### Slowakei  1933–1945
1933 musste er aus familiären Gründen Paris verlassen und verbrachte bis 1945 seine Zeit hauptsächlich auf den Besitztümern und Schlössern seiner Familie in der Slowakei. Auf der Burg Červený Kameň (Bibersburg) fand er seine Heimstätte für sein künstlerisches Schaffen. Er malte viel in Öl und schuf auch Aquarelle und Zeichnungen. Er setzte sich auch mit Monumental- und Wandmalerei „al fresco“ und „al secco“ auseinander und setzte es in der Apotheke der Bibersburg und an den Außenwänden vom Herrenhaus in Smolenice um. Er stand im engen Kontakt zur ungarischen und slowakischen Avantgarde und den wichtigsten Künstlern seiner Zeit aus diesen Ländern. Durch Freundschaft und Briefverkehr, unter anderem mit den Künstlern Josef Dobrowsky, Georg Merkel und Alfred Wickenburg, hielt er ständig Verbindung nach Österreich. Er wurde Mitglied und Vizepräsident des Preßburger Kunstvereins und der Neuen Gesellschaft Bildender Künstler in Budapest. Seine Planung eines Kunstzentrums und einer Künstlerkolonie auf einem der Familienschlösser in Wittencz, mit Arbeits- und Ausstellungsfläche und einem Museum, konnte leider aufgrund der politischen Lage nicht mehr ausgeführt werden. Er zeigte seine Werke in vielen Ausstellungen dem Publikum, unter anderem in Wien in der Sezession, Ernst Museum in Budapest und diversen Galerien und Kunstvereinen. 1945 musste Peter Pálffy mit seiner Familie vor der Roten Armee in sein Geburtsland nach Österreich fliehen. Hierbei ging fast sein ganzes Vermögen und beinahe sein ganzes künstlerisches Werk verloren. Die auf der Burg Červený Kameň zurückgelassenen Werke sind ein Teil des dortigen Museums.

### Kitzbühel 1945–1962
Er lebte einige Zeit bei seiner Cousine Theresa Kinsky, nahe Linz, wenig später übersiedelte er nach Kitzbühel. Dort war er ehrenamtlich als Oberstleutnant Assimilé der französischen Streitmacht für das Rote Kreuz tätig. Er blieb 17 Jahre bis 1962 in Kitzbühel. Ab den 50er Jahren setzte sich Peter Pálffy vermehrt mit der abstrakten Malerei auseinander und experimentierte mit Druckgrafiken, Lithografie, Seidensiebdruck und Linolschnitt. Als Mitglied des Art-Club zeigte er seine Werke unter anderem in Wien, Linz, Rom und Turin. 1955 nahm er am „4. Österreichischen Graphikwettbewerb“ in Innsbruck teil und erreichte den 1. Platz. Er wurde auch Mitglied bei „Der Kreis“. Er nahm an weiteren zahlreichen Ausstellungen in Österreich, Deutschland, der Schweiz und auch in New York teil.

### Wien 1962–1987
1962 heiratete er Gerlinde Schuch und ging nach Wien in eine Atelierwohnung. Peter Pálffy widmete seine Zeit seinen abstrakten Werken und nahm an zahlreichen Ausstellungen teil, bis er 1987 im 88. Lebensjahr in Wien verstarb.

## Mitgliedschaft in Kunstvereinen
- „Salon des Artistes Independants“, Paris
- „KUT“, Gesellschaft bildender Künstler, Budapest
- „PMH“, Kunstverein Preßburg
- „Berufsverein der Bildenden Künstler“, Innsbruck
- „Vereinigung Bildender Künstler“, Wien
- „Art-Club“, Wien
- „Internationaler Künstlerclub“, Österreichhaus – Palais Pálffy, Wien
- „Der Kreis“, Wien

## Einzelausstellungen
- 1928 Paris, Galerie Myrbor
- 1937 Preßburg, Kunstverein
- 1955 Innsbruck, Kunstpavillon
- 1964 Wien, Internationaler Künstlerclub im Österreichhaus, Palais Pálffy
- 1968 Wien, Internationaler Künstlerclub im Österreichhaus, Palais Pálffy
- 1969 Retrospektive innerhalb der Jahresausstellung  „Der Kreis“
- 1970 Wien, Galerie Wittmann
- 1974 Wien, Modern Art Galerie
- 1979 Wien, „Investor’s Club“, Creditanstalt
- 1987 Wien, Galerie Hieke
- 1991 Wien, Galerie Marschalek
- 1992 Bratislava, Galerie Medium
- 1992 Prag, europ. Kulturklub
- 1992 Slowakei, Schloss Smolenice
- 1995 Neue Galerie der Stadt Linz, „Peter Pálffy, Retrospektive 1920–1980“
- 2020 Wien, Galerie Hieke, „Peter Pálffy“

## Ausstellungsbeteiligungen (Auswahl)
- 1928 39. Ausstellung des „Salon des Indépendents“, Grand Palais, Paris
- 1936 Wien, Frühjahrsausstellung des Hagebundes und Herbstausstellung der Secession, Wien
- 1936 Preßburg, Kunstverein
- 1937 Budapest, Kut
- 1940 Galerie Tamas, Budapest
- 1941 Preßburg, Galerie Madách, Kunstverein
- 1943 Budapest, Ernst Museum, Galerie Èva Almásy-Teleki
- 1948 Wien Art-Club, Graphikausstellung
- 1948Innsbruck, Gemeinschaft Bildender Künstler
- 1949 Linz, Neue Galerie der Stadt Linz „Der Art Club“
- 1949 Turin, Palazzo Carignano
- 1949 Rom, Galleria Nazionale d´Arte Moderne
- 1952 München, Galerie Karin Hilscher
- 1952 Wien, Secession, „Internationale Graphiken“
- 1953 Salzburg, Künstlerhaus „Moderne Kunst in Österreich“
- 1954 Schweiz, Schloss Arbon, „Meisterwerke der Graphik und Zeichnung“
- 1955 New York, Galerie de Braux, „Austrian Painters“
- 1955 Innsbruck, Tiroler Kunstpavillon, „4.Österreichischer Graphikwettbewerb“
- 1955 Bregenz, Eröffnungsausstellung der Bregenzer Festspiele, Künstlerhaus
- 1955 Palais Thurn und Taxis, „Meistergraphiken in Österreich“
- 1956 Wien, Secession, „Querschnitt 1956“
- 1957 Wien, Galerie Wolfram, Palais Lobkowitz „Werte des kleinen Formats“
- 1959 Salzburg, Residenz-Galerie, „Kunst der Gegenwart“
- 1960 Wien, Künstlerhaus, Künstlergruppe  „Der Kreis“
- 1961 Grenchen, Parktheater, „2. Internationale Triennale für farbige Original-Graphiken“
- 1962 Aachen, Kunsthandlung Amendt
- 1963 Kitzbühel, Museumskeller
- 1966 Wien, Künstlerhaus „20 Jahre Künstlergruppe Der Kreis“
- 1969 Wien, Künstlerhaus, „Siegfried Fischer und Peter Pálffy“
- 1969 Preßburg, Kunstverein
- 1971 Wien, Secession, „Das gute Bild für jeden“
- 1972 Wien, Künstlerhaus, „Der Mensch und die Stadt“ im Rahmen der Wiener Festwochen
- 1976 Wien, Europa Club
- 1978 Wien, Stubenbastei, „Der Kreis“
- 1978Schloss Potzneusiedl, Galerie Egermann
- 1979 Wien, Museum für angewandte Kunst, „Die unbekannte Sammlung“
- 1981 Wien, Historisches Museum, „Der Kreis-Dokumentation einer Wiener Künstlervereinigung 1946–1980“
- 1982 Wien, Museum des 20. Jahrhunderts, „Der Art-Club in Österreich“
- 1988 Linz, Neue Galerie der Stadt Linz, „Neuerwerbungen und Stiftungen“
- 2018 Wien, Belvedere, „Klimt ist nicht das Ende, Aufbruch in Mitteleuropa“

## Werke im Besitz von Museen
- Slowakische Nationalgalerie Bratislava
- Museum Červený Kameň
- Museum der Stadt Bratislava
- Lentos Kunstmuseum Linz
- Museum Moderner Kunst Stiftung Ludwig Wien – mumok
- Galerie Belvedere Wien